# Lennart Fernström
Lennart Fernström, född 1965, är en svensk journalist, arbetskritiker och tidigare politiker. Han är ansvarig utgivare för tidningen Syre.

## Biografi
År 2001 grundade Fernström tillsammans med Björn Danielsson Stockholms Fria Tidning. Fram till mitten av januari 2013 var han vd för det företag som då ansvarade för tidningen, Fria Tidningar Ekonomisk Förening. Mediekooperativet Fria Tidningar gav även ut flera andra tidningar, bland annat Göteborgs Fria Tidning, Landets Fria Tidning, Fria Tidningen och Sesam. Fernström har under 2000-talet haft ansvar för tidningens ledarsidor. Där har han argumenterat för grön politik inkluderande bland annat medborgarlön, räntefri ekonomi, avskaffande av kärnkraften, social ekonomi, generös flyktingpolitik, samt radikal djurrättspolitik. Grundläggande i hans politiska åskådning är också arbets- och tillväxtkritik, vilket han kopplar ihop med bland annat medborgarlön. Under 1980-talet och början av 1990-talet var Fernström aktiv i Miljöpartiet de gröna. Fernström driver sedan 2015 mediebolaget Mediehuset Grönt och är ansvarig utgivare för Tidningen Syre där han även där är ledarskribent. 

### Basinkomst

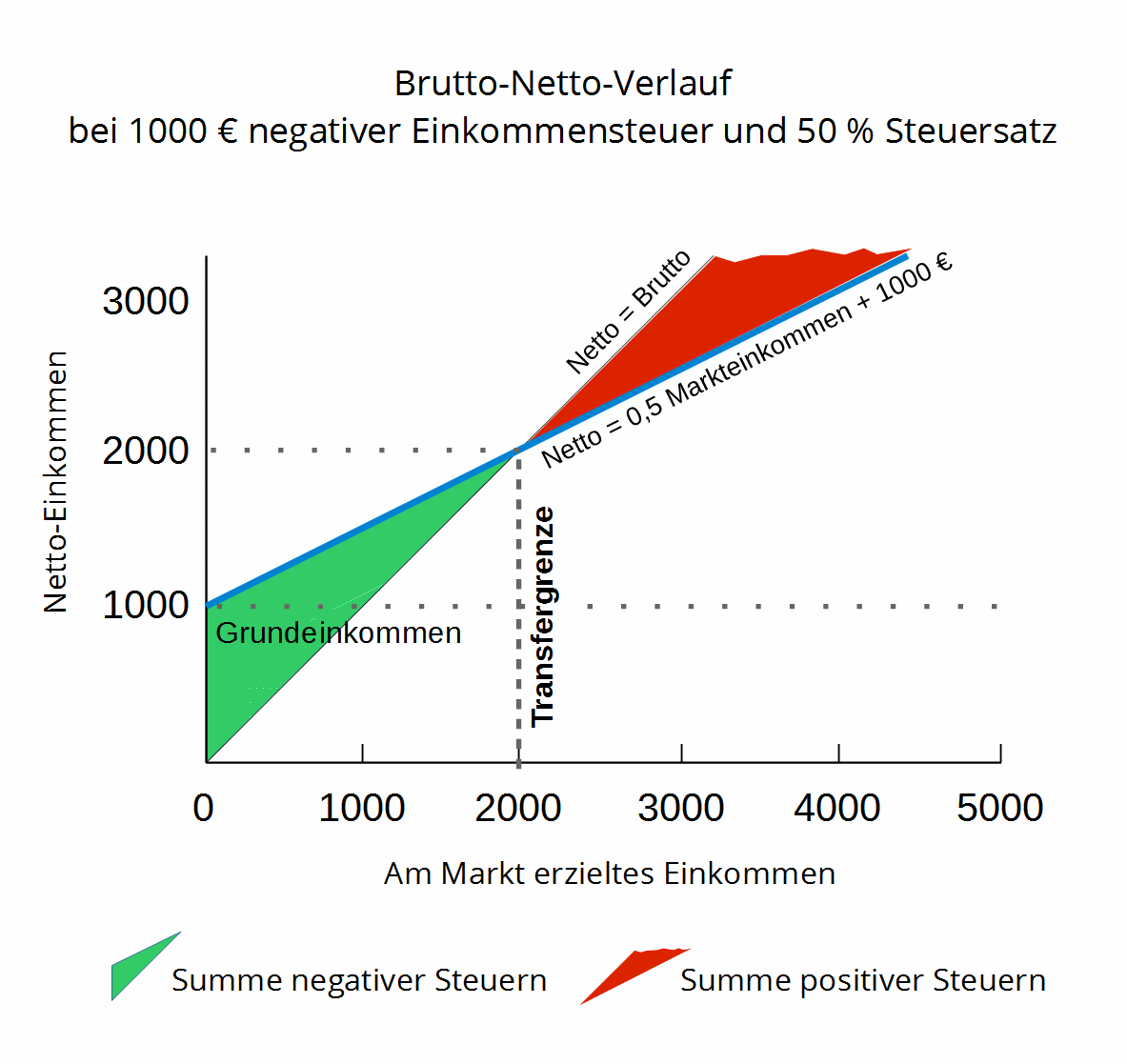
Illustration över negativ inkomstskatt, vilket är den variant av basinkomst som Fernström föreslår. Negativ inkomstskatt kan beskrivas som basinkomst som reduceras i takt med ökad arbetsinkomst.

Fernström har på ledarplats i de Fria Tidningarna liksom i tidningen Syre under ett flertal år argumenterat för basinkomst utifrån ett frihetligt grönt perspektiv. Han har även presenterat sin syn på basinkomst i andra tidningar, däribland Svenska Dagbladet, och under Almedalsveckan.

#### Fernströms argument för basinkomst
I artikeln "Medborgarlön gör de gröna mindre röda" (SVD 2003) argumenterar Fernström för att basinkomst, ur ett grönt perspektiv, följer naturligt av synsättet att makten ska ligga hos den enskilde individen, snarare än hos stat eller marknad. I samma artikel skriver han även att medborgarlön inte är ett mål i sig, utan ett medel. Ett medel för att nå ett "solidariskt och frihetligt samhälle, ett medel för att nå det gröna samhället". Ett annat argument för systemskiftet, bland annat framfört i en intervju för Aftonbladet 2016, är att basinkomst är nödvändigt på grund av automatiseringen.

#### Ett eget förslag
I Syres "Almedalsspecial", utgiven i månadsskiftet juni/juli 2017, beskriver Fernström en egen modell. Kärnan i modellen är en basinkomst, presenterad i formen av negativ inkomstskatt, med 13.000 kr per månad som bas till alla i åldrarna 20-65 år. För barn är basinkomsten 3000 kr per månad i modellen, en summa som ökas etappvis till vuxennivån från 15 års ålder. Detta kombineras med ett grundavdrag på 15.000 kr per månad (ingen arbetsskatt under den inkomstnivån) och en platt skatt på 60 procent.
Förutom den platta skatten föreslås för finansieringens del även bankreform eller bankskatt, tobinskatt eller så kallad RIX-avgift, enhetlig och höjd moms, avskaffande av räntebidraget men även Rot och Rut, bantning av militärutgifter, nedläggning av arbetsförmedlingen och CSN, avskaffande av "miljövidriga subventioner", ökad koldioxidskatt, höjd effektskatt, höjd mineralavgift, minskning av diverse skattesubventioner och bidrag.
Totalsumman för alla dessa besparingar, enligt Fernström, är 375 miljarder kr. Av detta utgörs merparten av reformer av banksystemet (100 miljarder), momsreform (50 miljarder), minskning av "miljövidriga subventioner" - främst inom transport-, energi- och jordbrukssektorn (50 miljarder), ökad koldioxidskatt (50 miljarder) samt avskaffande av räntebidraget, Rut och Rot (50 miljarder).

#### Kritik
Joacim Olsson, före detta vd på Skattebetalarnas förening, skrev en replik på Fernströms artikel i Svenska Dagbladet. Huvudargumentet mot basinkomst, enligt Olsson, är att det är väldigt dyrt. Dessutom kommer människor, enligt Olsson, att lönearbeta mindre om basinkomst/medborgarlön införs. Det är genom lönearbetet som Sverige blivit ett rikt land framhåller han. Det tål att påminnas om "innan vi börjar betala alla vuxna friska människor för att bara finnas till."

### Ledartexter (ett urval)
| År   | Tidning | Rubrik                                            | Innehåll                                                     |       |
| ---- | ------- | ------------------------------------------------- | ------------------------------------------------------------ | ----- |
| 2016 | Syre    | Nystart eller "nystart"                           | Om att Miljöpartiets språkrör aviserat en nystart i partiet. |       |
| 2016 | Syre    | Jobb till varje tänkbart pris                     | Kritik av arbetslinjen.                                      |       |
| 2016 | Syre    | Välkomna Brexit                                   | Om det brittiska beslutet om EU-utträde.                     | [ 8 ] |
| 2018 | Syre    | Prinsar och prinsessor hör inte en demokrati till | Kritik av monarkin i Sverige.                                | [ 9 ] |

### Artiklar i övrig press
- Medborgarlön gör de gröna mindre röda, publicerad i Svenska Dagbladet 28/5 2003
- Allians 4 procent – mot riksdagen, publicerad i Aftonbladet 14/7 2009
- Vi småföretagare får betala arbetslinjen, publicerad i Expressen 19/7 2009